# Aradan (Semnan)
Aradan – miasto w Iranie, w ostanie Semnan. W 2006 roku  liczyło 4959 mieszkańców w 1380 rodzinach. Miejsce urodzenia Mahmuda Ahmadineżada, byłego prezydenta Iranu.